# Anthonie Ek
Anthonie Ek (Azn) (1857 - Dordrecht, 29 januari 1921) was een architect uit Dordrecht. Samen met zijn broer (gebroeders Ek ) had hij een architect- en timmerbedrijf.
Enkele werken van zijn hand zijn het pand aan de Singel 46-48 (frontwoning van 'hof' De Vereniging), het onderhoud Arend Maertenshof en den Lenghenhof, en de Spaarbank aan de Johan de Wittstraat 2, alle in Dordrecht.